# جرمی بنتام
جِرِمی بِنتام (به انگلیسی: Jeremy Bentham) (۱۷۴۸–۱۸۳۲) فیلسوف، اقتصاددان، حقوقدان و اصلاح‌گر اجتماعی انگلیسی بود که به عنوان بنیان‌گذار سودمندگرایی مدرن شناخته می‌شود. راه حلی که بنتام ارائه کرد منجر به شکل‌گیری جنبشی سیاسی شد که به بنتامیست‌ها، سودمندگرایان یا رادیکال‌های فلسفی موسوم است و در پی انجام اصلاحات اجتماعی و قانونی مطابق با آرای بنتام برآمده است. بنتام و طرفدارانش تغییرات روشنفکرانه‌ای را در باب قوانین رفتار با حیوانات، دارایی‌ها، مالیات، همجنس‌گرایی، فقر، حق رای و بسیاری قوانین دیگر پیشنهاد کردند. بسیاری از این پیشنهادها در لایحهٔ اصلاحات سال ۱۸۳۲ به قانون تبدیل شد و کاملاً پیداست که با این کار زندگی افراد زیادی بهتر از قبل شده است.

## زندگی

Defence of usury, 1788

جِرِمی بِنتام در ۱۵ فوریه ۱۷۴۸ در لندن به دنیا آمد. او دارای نبوغ زیادی بود. بنتام پس از تحصیلات مقدماتی به دانشگاه آکسفورد رفت و در ۱۷۶۳ از آنجا فارغ‌التحصیل شد. بنتام در سال ۱۷۸۵ به ایتالیا و قسطنطنیه و در سال ۱۷۸۷ به روسیه مسافرت کرد. در روسیه کتابی به نام دفاع از ربا (Defence of Usury) نوشت.
مهم‌ترین اثر او مقدمه‌ای بر اصول اخلاقیات و قانونگذاری (Introduction to Principles of Morals and Legislation) است، که در سال ۱۷۸۹ منتشر شد. وی در این کتاب از اصل سودمندگرایی دفاع می‌کند و عقیده دارد هدف قانون‌گذار باید این باشد که حداکثر خوشی و آسایش را برای حداکثر افراد تأمین کند.

## مرگ
جِرِمی بِنتام در ۶ ژوئن ۱۸۳۲ در لندن درگذشت. وی وصیت کرد تا بدن او را با یونجه پر کنند و بر روی یک صندلی بگذارند. بدن او امروزه در دانشگاه لندن وجود دارد. در واقع جرمی بنتام از نظر شیوه تفکر در نقطه مقابل منتسکیو قرار دارد. بنتام انگلیسی است اما تفکر فرانسوی دارد حال آنکه منتسکیو فرانسوی با نحوه تفکر انگلیسی است. تفکر انگلیسی تجربه‌گرایانه بوده و تفکر فرانسوی آرمان‌خواهانه است.

## فلسفه
نمی‌توان از «سود» و «لذت» سخن گفت و نام «جرمی بنتام» را بر زبان نیاورد. او اعتقاد داشت هر عملی که انجام می‌پذیرد باید در آن سود و فایده را جست و حال آنکه معنای سود و فایده را در لذت می‌دید هر آنچه که لذت‌بخش باشد سودمند است. این متفکر انگلیسی قرن هجده و نوزده اگرچه در تفکر، عقلانی مشرب بود، اما برخلاف فیلسوفان هموطن خود که همواره بر مدار محافظه‌کاری و اعتدال حرکت می‌کردند، رفتاری انقلابی داشت. این رفتار اما برآمده از نگاه و اندیشه متفاوت وی نسبت به متفکران انگلیسی نیز بود.
متفکران انگلیسی، محافظه‌کار و اهل مکتب تجربی‌اند، از آن روی که معتقد به سیر تکاملی طبیعی هستند و بر این اندیشه‌اند که فهم و توانایی انسان اگرچه می‌تواند یاری‌دهنده پیشرفت در این سیر تکاملی باشد اما نمی‌تواند تغییراتی اساسی را به وجود آورد. اما بنتام بی‌اعتقاد به سیر منظم تکامل طبیعی، اعتقاد به نامنظم بودن این مسیر تکاملی داشت و از همین روی هم بود که می‌گفت «اکنون» ادامهٔ «گذشته» نیست و می‌توان قطع رابطه کرد با آنچه پیشتر روی داده و سپس جهان را بر نقشه‌ای دیگر سازمان داد. بنتام بنابر چنین اندیشه‌هایی، خود را به متفکران فرانسوی نزدیک می‌دید، اگرچه اجزای زندگی او کماکان با روحیات یک متفکر انگلیسی همخوانی داشت. چه آنکه یک زندگی بی‌ماجرا و گوشه‌گیرانه و به دور از هیاهو و درگیری، در تطابق با همان روحیهٔ یکنواخت انگلیسی او بود.
موضوعات مورد علاقه او اگرچه متنوع و متکثر بود، از اقتصاد و الهیات تا حقوق و سیاست و از روان‌شناسی تا اخلاق، اما موضوع اصلی پژوهش او، حقوق بود. همچنان‌که اکثر اعضای خانواده وی نیز از وکلای دعاوی بودند، او نیز در ۱۵ سالگی وارد کانون وکلای انگلیس شد. بنتام اما تحقیق در علم حقوق و فلسفه حقوق را بر شغل وکالت ترجیح داد و به پژوهش و نوشتن در زمینه «حقوق» پرداخت.
در بحث و سخن از حقوق و قانونگذاری است که بنتام نظریه معروف خود، «اصل سودمندی» را مطرح می‌کند. او معتقد است که از میان امکانات مختلفی که در هر مورد در برابر ما وجود دارد، باید آن امکان را برگزینیم که بیشترین سعادت یا لذت را برای بیشترین تعداد از افراد مهیا می‌سازد: «غایت و هدف یک قانونگذار باید سعادت مردم باشد، در امور قانونگذاری، اصل راهنما باید سودمندی همگان باشد. اما برای اینکه این اصل را با کارایی کامل اجرا کنیم، سه شرط باید رعایت شود. نخست آنکه، باید مفهوم مشخص و دقیقی برای واژه سودمندی قائل شویم. دوم آنکه باید حاکمیت عالی و تقسیم ناپذیر این اصل را با نفی مطلق هر اصل دیگر، اعلام کنیم و در اجرای این اصل نیز هیچ استثنایی را در هیچ مورد قائل نشویم. سوم اینکه باید نوعی روش محاسبه یا «حساب اخلاقی» را کشف کنیم که به وسیله آن بتوانیم به نتایجی یکسان برسیم.»
بنتام معتقد بود که جستجوی لذت و گریز از درد، تنها غایت و هدف آدمی است حتی در لحظه‌ای که انسان بزرگ‌ترین لذت را از خود دریغ می‌کند یا دردهای سنگینی را بر خود هموار می‌کند نیز به دنبال لذتی دیگر است. او بدین ترتیب ایثار کردن و گذشت را نیز اگرچه با صرف نظر کردن از برخی لذت‌ها همراه بود اما در مسیر کسب لذتی دیگر می‌دانست. او بدین ترتیب در توصیف «اصل سودمندی» می‌گفت که در هر استدلالی، اساس کار ما باید محاسبه و مقایسه دردها و لذت‌ها باشد و هیچ اندیشه دیگری را نباید در استدلال خود دخالت دهیم. اصل مورد نظر بنتام اما اگرچه در ظاهر بسیار ساده و منطقی به نظر می‌آید اما با تردیدها و پرسش‌های متقابل نیز روبه رو شده است.
بنتام از سنجش میزان درد و لذت در تصویب یک قانون سخن می‌گوید و این در حالی است که معیار مطلقاً دقیقی برای آزمایش هر قانون پیشنهادی ای وجود ندارد و اینچنین است که یکی از منتقدان بنتام می‌گوید: «اصل سودمندی آنچنان ذهنی است که نتیجه‌گیری‌های شخصی بر اساس آن، گاهی در یک جهت و زمانی در جهت دیگر است.» بنتام در مواجهه با حکومت انگلیس، بنا بر اعتقاد یک اصل سودمندی، خواستار اصلاحی اساسی بود و از حکومت یک اکثریت دموکراتیک سخن می‌گفت تا احتمال حاصل شدن بزرگ‌ترین لذت برای بیشترین تعداد از افراد فراهم آید. بنتام حکومت را به «فن پزشکی» تشبیه می‌کرد و می‌گفت که کار قانونگذار به مانند کار یک پزشک، گزینش میان چند شر است، چرا که از نظر او، هر قانونی به هر حال یک شر است و نقض آزادی به حساب می‌آید. او بدین ترتیب می‌گفت: «قانونگذار باید از دو امر یقین حاصل کند. اول اینکه همواره حوادثی که او می‌کوشد از آن‌ها جلوگیری کند در واقع شر هستند و دوم اینکه این شرها بزرگتر از شرهایی هستند که او در قالب وسیله از آن‌ها استفاده می‌کند.» جرمی بنتام بدین ترتیب هم اندیش با آن آنارشیستهای فرانسوی ای به نظر می‌آمد که حکومت را بالذات، یک «شر» می‌دانستند.
جرمی بنتام را اگرچه متفکری لیبرال می‌دانند اما میان اندیشه‌های او و دیدگاه‌های افرادی همچون جان لاک تفاوت وجود دارد. چه بسا هم لاک و هم بنتام، حامی مالکیت خصوصی باشند و این وظیفه را یکی از اصلی‌ترین وظایف دولت بدانند، اما لاک از آن روی چنین حکمی می‌دهد که معتقد به حق طبیعی آزادی و زندگی مناسب برای انسان است. ولی بنتام اگر حامی مالکیت خصوصی و حمایت دولت از مالکیت خصوصی است، از آن رو است که نتیجه تحقق مالکیت خصوصی را، تأمین سعادت عمومی و سودمندی همگانی می‌داند.